# Melandrya rausuana
Melandrya rausuana is een keversoort uit de familie zwamspartelkevers (Melandryidae). De wetenschappelijke naam van de soort werd in 1963 gepubliceerd door Takehiko Nakane.